# Fierville-les-Mines

Fierville-les-Mines este o comună în departamentul Manche, Franța. În 1 ianuarie 2022 avea o populație de 349 de locuitori.